# Niżniaja Parowaja
Niżniaja Parowaja (ros. Нижняя Паровая) – wieś (ros. деревня, trb. dieriewnia) w zachodniej Rosji, w sielsowiecie bolszesołdatskim rejonu bolszesołdatskiego w obwodzie kurskim.

## Geografia
Miejscowość położona jest w basenie Sudży, 9 km od centrum administracyjnego sielsowietu bolszesołdatskiego i całego rejonu (Bolszoje Sołdatskoje), 70 km od Kurska.
W granicach miejscowości znajduje się ulica: Zielonaja (14 posesji).

## Demografia
W 2010 r. miejscowość zamieszkiwało 12 osób.